# Adriana Prosenjak
Adriana Prosenjak je bivša hrvatska rukometašica, danas rukometna trenerica.

## Nagrade i uspjesi
1993. godine je proglašena za najbolju igračicu u Hrvatskoj.
Prvakinja je Mediterana 1993.